# 黄雨蒙失踪事件
黄雨蒙（—2020年）又名黄木七，女，四川人。于2020年7月5日前往格尔木，之后失踪，最终于7月30日找回遗体，确认身亡。

## 失踪事件
据黄雨蒙亲属称，其于2020年7月5日从南京乘火车到格尔木，7日和一朋友联系后失踪，次日学校向警方报案。据警方通报，她曾乘出租车到达可可西里索南达杰保护站。
7月30日19时40分，黄雨蒙的遗骸和随身物品被发现。
9月4日，格尔木市公安局发布通告，禁止未经备案进入可可西里的活动。